# Richard James
Richard James är en brittisk skräddare och modedesigner som sedan 1992 har haft sin verksamhet längs skräddaregatan Savile Row i London.
Richard James är troligtvis den störste förnyaren av det annars så traditionella och strikt brittiska herrmodet. Hans kostymer präglas av enkelhet men med elegans med tillhörande färgglada accessoarer.
Han ska ej förväxlas med den brittiske musikern Richard D. James, även kallad Aphex Twin.